# وليم براودر
وليم براودر (بالإنجليزية: William Browder) هو طوبولوجي ورياضياتي أمريكي، ولد في 6 يناير 1934 في نيويورك في الولايات المتحدة.